# Книга Кемит
Книга Кемит — древнеегипетская книга для обучения письму, являющая первым известным письменным учебником в человеческой истории.

## История учебника
Возникновению письменных учебных пособий в Древнем Египте способствовали неблагоприятные исторические обстоятельства — бедствия переходного периода (середина XXIII в. – середина XXI в. до н.э.), во время которых нарушился «штучный» метод подготовки грамотных писцов.
В возрождающейся после беспорядков стране понадобились школы и учебники. Исследователи полагают, что в конце XI – начале XII династий и был составлен первый учебник — книга «Кемит».
В переводе «Кемит» означает  «Законченное», «Завершенное», «Компендиум», «Компиляция» или просто «Сумма», «Итог».

## Структура книги
В настоящее время известен не весь текст книги Кемит, а приблизительно только его половина, которая дошла до нашего времени в отрывках на многочисленных остраконах и письменных досках времени Нового царства. Эта часть была восстановлена на основании 70–80 фрагментов одним из лучших специалистов по древнеегипетской литературе Ж. Познером.
В настоящее время известно, что Кемит являлась распределённым по трём разделам сборником выражений, формул и различных терминов, необходимых писцу для составления документов.
Первый раздел – образцы вежливых фраз для начала письма. Практически все они известны из реальных посланий и содержат благопожелания здоровья, долгой жизни, счастливой старости и всего хорошего от богов. Некоторые исследователи (Стефан Кверк) полагают, что первая часть книги «Кемит» могла быть поучением и наставлением будущему писцу.
Вторая часть книги – это небольшая притча, история о неком Ау, вернувшемся домой после трёх лет отсутствия. В тексте не сообщается о причине его долгого пребывания в царской резиденции, но восхваляется его жизнь при дворе царя. В тексте описываются ежедневные развлечения Ау ловлей птицы и рыбы, в то время как его жена тоскует по нему. Исследователи полагают, что эта история о жизни при царском дворе использовалась в качестве поучительного школьного упражнения. По вопросу о том, зачем в середину книги Кемит помещена эта притча, исследователи не имеют единого мнения.
Третья часть книги Кемит представляет собой модели фраз из гробничных автобиографий и поучений, воспевающие профессию писца.

## Место в иерархии учебной литературы древнего Египта
Известно, что после книги Кемит школьники приступали к копированию более сложных текстов — например, текстов из сборника подобных «упражнений» на папирусах из Берлинского музея, изданных в 1925 году известным берлинским египтологом Адольфом Эрманом и обозначенных как «школьные рукописи». Известно о существовании учебных пособий по математике, медицине, астрономии и другим наукам, не входившим в набор предметов начальной школы. Все они отличались практическим подходом и не были отягощены теоретическими измышлениями.